# Jos Schurgers
Jos Schurgers (Haarlem, 18 febbraio 1947) è un pilota motociclistico olandese ritiratosi dall'attività agonistica.

## Carriera
Appassionato di moto sin da giovane, Schurgers esordì nelle competizioni nel 1965 con una Morini 50 sul circuito di Rockanje, debuttando nel Motomondiale al GP d'Olanda 1967, terminato all'ottavo posto con una Kreidler 50.
L'anno successivo Schurgers fu notato dalla Van Veen, importatore olandese Kreidler, che gli fornì un motore ufficiale attorno al quale costruì una moto da corsa con la quale fu quinto ad Assen, prestazione che gli valse l'ingaggio come pilota da parte del team olandese per la stagione 1969, nella quale fu campione nazionale della 50. All'interno del team Van Veen Schurgers non ricopriva solo il ruolo di pilota, ma anche quello di tecnico: sua l'idea della Kreidler 50 GP "bassotto" con telaio ribassato, nella quale il pilota guidava stando sdraiato sul serbatoio della moto, migliorando l'aerodinamica.
Nel 1970 l'olandese partecipò a tutto il Mondiale, ottenendo i suoi primi podi iridati (secondo in Germania Est e terzo in Jugoslavia e Belgio) terminando la stagione al sesto posto, piazzamento migliorato nel 1971 (terzo).
Nel 1972 la Van Veen non riconfermò Schurgers come pilota (mantenendolo però nel suo organico come tecnico e stilista), permettendogli di correre in 125. A tal fine si costruì una bicilindrica partendo dal basamento di una Bridgestone Dual Twin 175 cm³ due tempi a cui sostituì i cilindri con altri di derivazione Kreidler e utilizzando un telaio simile a quello da lui ideato per le 50 da GP, con la quale fu nono a fine stagione. Con la stessa moto si ripresentò la stagione successiva, ottenendo una clamorosa vittoria in Belgio davanti al campione del mondo in carica Ángel Nieto, il terzo posto a fine stagione dietro alle Yamaha ufficiali di Kent Andersson e Chas Mortimer e il titolo di campione olandese della ottavo di litro.
La carriera di Schurgers si interruppe in pratica a fine '73, poiché l'olandese fu impegnato a tempo pieno come designer nel progetto della OCR 1000, maximoto con motore Wankel costruita dalla Van Veen; corse ancora i GP d'Olanda 1974 e 1975 (ottenendo due quinti posti) e qualche gara a livello nazionale fino al 1978.
Chiuso anche il rapporto con Van Veen, Schurgers aprì nel 1978 uno studio di design attivo principalmente nella realizzazione di carenature e codoni per motocicli. È una presenza frequente nelle manifestazioni dedicate alle moto d'epoca, pilotando le Yamaha del Yamaha Classic Racing Team.

## Risultati nel motomondiale

### Classe 50
| 1967 | Classe | Moto     |   |   |   |  |   |   |    |    |    |    |    |    |   | Punti | Pos. |
| ---- | ------ | -------- | - | - | - |  | - | - | -- | -- | -- | -- | -- | -- | - | ----- | ---- |
| 1967 | 50     | Kreidler | - | - | - |  | 8 | - | NE | NE | NE | NE | NE | NE | - | 0     |      |

| 1968 | Classe | Moto     |   |   |  |   |   |    |    |    |    |    |  |  |  | Punti | Pos. |
| ---- | ------ | -------- | - | - |  | - | - | -- | -- | -- | -- | -- |  |  |  | ----- | ---- |
| 1968 | 50     | Kreidler | - | - |  | 5 | 9 | NE | NE | NE | NE | NE |  |  |  | 2     | 13º  |

| 1969 | Classe | Moto     |   |   |   |    |   |   |   |   |    |   |   |   |  | Punti | Pos. |
| ---- | ------ | -------- | - | - | - | -- | - | - | - | - | -- | - | - | - |  | ----- | ---- |
| 1969 | 50     | Kreidler | - | - | - | NE | 6 | - | - | - | NE | - | - | - |  | 5     | 22º  |

| 1970 | Classe | Moto     |    |   |   |    |   |   |   |   |    |   |     |   |  | Punti | Pos. |
| ---- | ------ | -------- | -- | - | - | -- | - | - | - | - | -- | - | --- | - |  | ----- | ---- |
| 1970 | 50     | Kreidler | 10 | 4 | 3 | NE | - | 3 | 2 | - | NE | - | Rit | - |  | 41    | 6º   |

| 1971 | Classe | Moto     |     |   |    |   |   |   |   |   |    |    |   |   |  | Punti | Pos. |
| ---- | ------ | -------- | --- | - | -- | - | - | - | - | - | -- | -- | - | - |  | ----- | ---- |
| 1971 | 50     | Kreidler | Rit | - | NE | 2 | 2 | 3 | - | - | NE | NE | 4 | - |  | 42    | 3º   |

| Legenda | 1º posto        | 2º posto            | 3º posto            | A punti      | Senza punti        | Grassetto – Pole position Corsivo – Giro più veloce |
| Legenda | Gara non valida | Non qual./Non part. | Ritirato/Non class. | Squalificato | '-' Dato non disp. | Grassetto – Pole position Corsivo – Giro più veloce |

### Classe 125
| 1972 | Classe | Moto        |   |   |   |   |  |   |   |   |   |   |   |   |   | Punti | Pos. |
| ---- | ------ | ----------- | - | - | - | - |  | - | - | - | - | - | - | - | - | ----- | ---- |
| 1972 | 125    | Bridgestone | - | - | - | - |  | - | 4 | - | 5 | - | 5 | - | 8 | 23    | 9º   |

| 1973 | Classe | Moto        |   |   |   |   |  |   |    |   |   |   |   |   |  | Punti | Pos. |
| ---- | ------ | ----------- | - | - | - | - |  | - | -- | - | - | - | - | - |  | ----- | ---- |
| 1973 | 125    | Bridgestone | - | - | 3 | 2 |  | 3 | 11 | 1 | 3 | 9 | 4 | 6 |  | 70    | 3º   |

| 1974 | Classe | Moto        |   |   |   |   |    |   |   |   |    |   |   |   |  | Punti | Pos. |
| ---- | ------ | ----------- | - | - | - | - | -- | - | - | - | -- | - | - | - |  | ----- | ---- |
| 1974 | 125    | Bridgestone | - | - | - | - | NE | 5 | - | - | NE | - | - | - |  | 6     | 22º  |

| 1975 | Classe | Moto        |   |   |   |   |   |    |   |   |   |    |   |   |  | Punti | Pos. |
| ---- | ------ | ----------- | - | - | - | - | - | -- | - | - | - | -- | - | - |  | ----- | ---- |
| 1975 | 125    | Bridgestone | - | - | - | - | - | NE | 5 | - | - | NE | - | - |  | 6     | 15º  |

| Legenda | 1º posto        | 2º posto            | 3º posto            | A punti      | Senza punti        | Grassetto – Pole position Corsivo – Giro più veloce |
| Legenda | Gara non valida | Non qual./Non part. | Ritirato/Non class. | Squalificato | '-' Dato non disp. | Grassetto – Pole position Corsivo – Giro più veloce |